# Lương Tĩnh Khang
Lương Tĩnh Khang (tiếng Trung: 梁靖康; bính âm: Liáng Jìngkāng; sinh ngày 4 tháng 1 năm 1994), còn được gọi là Leon Leong, trước đây là Connor Leong, là một diễn viên và người mẫu Trung Quốc. Anh được biết đến với vai Phùng Mỹ Tác trong bộ phim truyền hình Vườn sao băng, bộ phim đã đưa anh nổi tiếng ở Trung Quốc và châu Á.

## Phim

### Phim truyền hình
| Năm  | Tên phim                                                 | Vai diễn        | Bạn diễn                                                | Vai trò       | Phát sóng                           |
| ---- | -------------------------------------------------------- | --------------- | ------------------------------------------------------- | ------------- | ----------------------------------- |
| 2017 | Quốc sĩ vô song Hoàng Phi Hồng                           | Gong Ting       | Trịnh Khải, Quách Bích Đình                             | Vai phụ       |                                     |
| 2018 | Vườn sao băng                                            | Phùng Mỹ Tác    | Thẩm Nguyệt, Vương Hạc Đệ, Trần Quan Hồng, Ngô Hi Trạch | Vai thứ chính | Hunan Television, Mango TV, Netflix |
| 2019 | Thất Nguyệt và An Sinh                                   | Cửu Nguyệt      | Thẩm Nguyệt, Trần Đô Linh, Hùng Tử Kỳ                   | Khách mời     |                                     |
| 2019 | Cực Hạn 17: Vũ Nhĩ Đồng Hành                             | Bình An         | Dương Siêu Việt, Chúc Tử Kiệt                           | Vai chính     | Mango TV và Tencent Video           |
| 2020 | Noãn Noãn, xin chỉ giáo nhiều hơn                        | Hàn Triệt       | Lý Khải Hinh                                            | Vai chính     |                                     |
| 2020 | Bầu trời của phong khuyển thiếu niên                     | Mã Điền         | Bành Dục Sướng, Trương Tịnh Nghi, Châu Y Nhiên          | Vai chính     |                                     |
| 2021 | Nửa Hiệp Cơ Trí                                          | Phạm Khinh Châu | Thẩm Nguyệt, Chương Nhược Nam, Vivian, Trương Hâm Di    | Vai chính     |                                     |
| 2021 | Hôm Nay Không Phải Ngày Cuối Cùng (Definitely Not Today) | Mi Chong        | Vivian                                                  | Vai chính     |                                     |
| 2022 | Xin chào, người yêu quất tử của tôi                      | Lục Sâm         | Tôn Thiên                                               | Vai chính     |                                     |
| 2022 | Chuyện dưới núi Sư Tử                                    | Tạ Lăng Phong   | Hoàng Giác, Hồ Hạnh Nhi, Lý Trị Đình                    | Vai phụ       | CCTV Tencent                        |
| 2022 | Tam Nguyệt có công việc mới                              | Lạc Đại Miêu    | Châu Y Nhiên                                            | Vai chính     |                                     |
| TBA  | Bán Thành Hoa Vũ Bán Quân Ly                             | Hoa Trứ Vũ      | Trần Dao                                                | Vai chính     | Youku                               |

### Phim điện ảnh
| Năm  | Tên phim           | Vai diễn                           | Bạn diễn                        | Vai trò   |
| ---- | ------------------ | ---------------------------------- | ------------------------------- | --------- |
| 2016 | Nhà thơ đêm        | Ye Yi                              | Qie Lutong                      | Vai chính |
| 2017 | Miêu Yêu Truyền Kỳ | Giang Triết                        | Nghiêm Mễ Lạp                   | Vai chính |
| 2019 | Quán ăn đêm        | Thu Phàm                           | Huỳnh Lỗi, Xie Cheng Ying       | Khách mời |
| 2021 | Chị tôi            | Triệu Minh (Bạn trai của An Nhiên) | Trương Tử Phong                 | Vai phụ   |
| 2021 | Hôn Lễ Của Em      | Chen Hao Er                        | Chương Nhược Nam, Hứa Quang Hán | Khách mời |

## Nhạc phim
| Năm phát hành | Bài hát                  | Ft.                                        |
| ------------- | ------------------------ | ------------------------------------------ |
| 2018          | "For You" (Opening song) | Vương Hạc Đệ, Trần Quan Hồng, Ngô Hi Trạch |
| 2018          | Tạo Ra Hồi Ức            | Vương Hạc Đệ, Trần Quan Hồng, Ngô Hi Trạch |
| 2018          | Chưa Bao Giờ Nghĩ Đến    | Vương Hạc Đệ, Trần Quan Hồng, Ngô Hi Trạch |
| 2018          | Sao Trời Đếm Sao Băng    |                                            |

## Chương trình truyền hình
| Năm  | Thời gian                  | Show                         | Vai trò                 | Khách mời khác                                                                    | Nền tảng phát sóng              |
| ---- | -------------------------- | ---------------------------- | ----------------------- | --------------------------------------------------------------------------------- | ------------------------------- |
| 2017 | Ngày 7, 14, 21, 28 tháng 5 | "Come on Champions Season 2" | Thành viên thường xuyên |                                                                                   | Truyền hình vệ tinh Chiết Giang |
| 2017 | 4 tháng 6                  | "Come on Champions Season 2" | Thành viên thường xuyên |                                                                                   | Truyền hình vệ tinh Chiết Giang |
| 2017 | Ngày 13, 20, 27 tháng 6    | Siêu Thứ Nguyên Thần Tượng   | Thí sinh                |                                                                                   | Video Youku                     |
| 2017 | Ngày 4, 11, 18, 25 tháng 7 | Siêu Thứ Nguyên Thần Tượng   | Thí sinh                |                                                                                   | Video Youku                     |
| 2017 | Ngày 1, 8, 15 tháng 8      | Siêu Thứ Nguyên Thần Tượng   | Thí sinh                |                                                                                   | Video Youku                     |
| 2018 | 29 tháng 4                 | Happy Camp                   | Khách mời               | Thẩm Nguyệt                                                                       | Mango TV                        |
| 2018 | 26 tháng 5                 | Happy Camp                   | Khách mời               | Thẩm Nguyệt, Vương Hạc Đệ, Trần Quan Hồng, Ngô Hi Trạch                           | Mango TV                        |
| 2018 | 15 tháng 6                 | Hướng về cuộc sống 2         | Khách mời               | Thẩm Nguyệt                                                                       |                                 |
| 2018 | 24 tháng 6                 | Nhạc hội tốt nghiệp          | Khách mời               | Thẩm Nguyệt                                                                       |                                 |
| 2018 | 8 tháng 7                  | Thiên thiên hướng thượng     | Khách mời               | Thẩm Nguyệt, Vương Hạc Đệ, Trần Quan Hồng, Ngô Hi Trạch                           |                                 |
| 2018 | 14 tháng 7                 | Happy Camp                   | Khách mời               | Vương Hạc Đệ, Trần Quan Hồng                                                      | Mango TV                        |
| 2018 | 28 tháng 7                 | Happy Camp                   | Khách mời               | Trịnh Nguyên Sướng, Ngô Tôn, Tống Thiến, Hứa Ngụy Châu, Cúc Tịnh Y                | Mango TV                        |
| 2018 | 11 tháng 8                 | Happy Camp                   | Khách mời               | F4 Vườn Sao Băng, Trần Học Đông, Vũ Nghệ                                          | Mango TV                        |
| 2018 | 12 tháng 8                 | Thiên thiên hướng thượng     | Khách mời               | Vương Hạc Đệ, Trần Quan Hồng, Ngô Hi Trạch                                        |                                 |
| 2018 | 19 tháng 8                 | Ma thuật điên cuồng          | Khách mời               | Vương Hạc Đệ, Trần Quan Hồng, Ngô Hi Trạch, Đổng Hinh, Đỗ Thấm Di                 |                                 |
| 2018 | 24 tháng 8                 | Huyễn nhạc chi thành         | Khách mời               | Thẩm Nguyệt, Vương Hạc Đệ, Trần Quan Hồng, Ngô Hi Trạch                           |                                 |
| 2018 | 22 tháng 9                 | Happy Camp                   | Khách mời               | Cúc Tịnh Y                                                                        | Mango TV                        |
| 2019 | Ngày 19, 26 tháng 1        | Happy Camp                   | Khách mời               |                                                                                   | Mango TV                        |
| 2019 | 5 tháng 10                 | Happy Camp                   | Khách mời               | Trương Nhất Sơn, Vương Nhân Quân, Quách Tử Phàm, Quách Tuấn Thần, Dương Siêu Việt | Mango TV                        |
| 2020 | 6 tháng 6                  | Happy Camp                   | Khách mời               | Địch Lệ Nhiệt Ba, Hoàng Cảnh Du, Hứa Khải, Lương Tĩnh Khang, Kinh Siêu            | Mango TV                        |
| 2020 | 20 tháng 6                 | Happy Camp                   | Khách mời               | Vương Nguyên, Bành Dục Sướng, Vưu Trưởng Tĩnh, Trương Tịnh Nghi, Trương Hựu Hạo   | Mango TV                        |
| 2021 | tháng 7                    | Hướng Về Cuộc Sống 5         | Khách mời (Tập 10 - 11) | Huỳnh Lỗi, Hà Cảnh, Bành Dục Sướng, Trương Tử Phong                               | Hồ Nam                          |
| 2021 | 21 tháng 8                 | Teens Party in Summer        | Khách mời (Tập 5)       | Hà Cảnh                                                                           | Hồ Nam                          |

## Tạp chí
| Năm  | Thời gian  | Tạp chí      |
| ---- | ---------- | ------------ |
| 2018 | 17 tháng 8 | NYLON CHINA  |
| 2018 | 15 tháng 9 | BAZAARMEN    |
| 2019 | Tháng 1    | Trendshealth |
| 2019 | 8 tháng 7  | NYLON        |

## Đại diện
| Thời gian | Thương hiệu      |
| --------- | ---------------- |
| 27.8.2018 | Điện thoại MEITU |
| 12.9.2018 | TIFFANY & CO     |

## Giải thưởng và đề cử
| Năm  | Giải thưởng                                                | Hạng mục                    | Phim                         | Kết quả   |
| ---- | ---------------------------------------------------------- | --------------------------- | ---------------------------- | --------- |
| 2019 | Kim Cốt Đóa - Liên hoan phim và truyền hình mạng lần thứ 4 | Nam diễn viên xuất sắc nhất | Cực Hạn 17: Vũ Nhĩ Đồng Hành | Đề cử     |
| 2019 | Giải thưởng thời trang Sina                                | Nghệ sĩ thời trang của năm  | —                            | Đoạt giải |